# Jacob Javits
Jacob Koppel Javits (New York, 18 mei 1904 - West Palm Beach, 7 maart 1986) was een Amerikaans politicus voor de Republikeinse Partij en de Liberal Party of New York. Hij was zowel afgevaardigde als senator.

## Levensloop
Javits werd geboren als zoon van Joodse immigranten. Overdag werkte hij en 's avonds volgde hij lessen aan de Columbia-universiteit waar hij zijn graad in rechten behaalde.
Hij studeerde in zijn leven verder nog aan de JD University of New York Law School en was hoogleraar internationale betrekkingen aan de Columbia-universiteit.
Samen met zijn broer Benjamin startte hij het advocatenkantoor Javits and Javits, waarmee ze zich richten op faillissementszaken en rechtszaken voor minderheidsaandeelhouders.
Vanaf 1932 ging hij zich actief bemoeien met de politiek in New York. Door het werk dat zijn vader had gedaan als ward heeler voor de Tammany Hall van de Democraten, had hij al op jonge leeftijd corruptie van dichtbij leren kennen. Vanwege de afkeer die hij ervoor had ontwikkeld, koos hij voor een lidmaatschap van de Republikeinse Partij.
Tijdens zijn loopbaan was hij ideologisch in te delen bij het moderne liberalisme in de Verenigde Staten, een vorm van liberalisme dat ontwikkeld was vanuit progressieve idealen van onder meer de Republikein Theodore Roosevelt, maar ook de New Deal van de Democraat Franklin Roosevelt behoorde hiertoe. Zo was hij voorstander van programma's voor sociale welvaart, samenwerking tussen bedrijfsleven en overheid om de economie te verbeteren en het Marshallplan; ook ondersteunde hij - zelf van joodse komaf - een joods thuisland in Israël.
Na tijdens de Tweede Wereldoorlog vier jaar te hebben gediend voor de divisie van chemische oorlogsvoering van het Amerikaanse leger, werd hij in 1946 gekozen tot Republikeins vertegenwoordiger van het 21e district van het Amerikaanse Congres, dat 23 jaar in handen was geweest van de Democraten. Hierdoor trad hij in januari 1947 toe tot het federale Huis van Afgevaardigden.
In 1954 won Javits de verkiezingen tot procureur-generaal van de staat New York van Franklin Delano Roosevelt jr. II, zoon van de voormalige president.
Sinds januari 1957 werd hij gekozen tot senator, een functie waarin hij vierentwintig jaar diende. Hier vertegenwoordigde hij de liberale Republikeinse agenda en was hij invloedrijk in zowel binnen- als buitenland. Hij voerde de voorstanders aan van de wetgeving voor burgerrechten, ondersteunde de wetgeving van de Democraat Lyndon B. Johnson voor de Great Society en hielp mee aan het schrijven van allerlei sociale wetgeving, op gebieden als pensioenen, kinderhulp en tweetalig onderwijs. Verder was hij een fel tegenstander van de Vietnamoorlog tijdens de regeringen van zowel Johnson als Nixon.
Zijn matte reactie op het Watergateschandaal kostte hem echter bijna zijn herverkiezing van 1974. Tijdens zijn laatste jaren in de senaat hield hij zich vooral bezig met buitenlands beleid, in het bijzonder met het Midden-Oosten, en hielp hij president Jimmy Carter mee Israël en Egypte rond de tafel te krijgen; Carter sloot dit succesvol af met de Camp Davidakkoorden.
In 1980 verloor hij de verkiezingen van Al D'Amato. Hij kandideerde zich daarna nog wel voor de Liberal Party of New York, wat niet meer mocht baten zodat daarmee zijn loopbaan als senator was geëindigd. Javits bleef nog wel actief betrokken bij de politiek.

## Erkenning
In 1983 werd Javits onderscheiden met een Presidential Medal of Freedom van president Ronald Reagan. Hetzelfde jaar ontving hij de Four Freedoms Award in de categorie Vrijwaring van vrees, als eerste in de groep van vijf Amerikanen die deze eer ten deel viel.
Twee onderscheidingen werden naar Javits genoemd. Zo verstrekt het United States Department of Education jaarlijks een aantal Javits Fellowships aan studenten in geesteswetenschappen en sociologie. Het National Institutes of Health kent jaarlijks de Senator Jacob Javits Award in Neuroscience toe. Verder werd het Jacob K. Javits Convention Center tussen 34th en de 39th Street in New York naar hem genoemd, alsook het Jacob K. Javits Federal Office Building te 26 Federal Plaza.